# Kostel svatého Martina (Řepy)
Kostel svatého Martina v Praze-Řepích je malý kamenný románský kostel s předsíní, obdélnou lodí a půlkruhovou apsidou. Stojí v Žalanského ulici na bývalé návsi, blízko autobusové zastávky Ke Kaménce (linka 164). Celý areál kostela je památkově chráněn.

## Historie
Původní dřevěný kostel byl postaven v polovině 12. století. Po požáru byla na původním místě počátkem 13. století postavena kamenná stavba. Za stavebníka je považován pražský měšťan Frovín, který od benediktinského opatství v Břevnově odkoupil ves Řepy. Ke stavbě byl použit kámen z nedalekých opukových lomů v Břevnově.
Původně románská stavba byla charakterizována nevelkou obdélníkovou lodí, na východě k lodi přiléhala apsida a na západě hranolová věž, přistavěná kolem roku 1225. Z této doby se zachoval i pozdně románský portál s tympanonem a malovaným křížem. Z pozdějších architektonických úprav v gotickém období byl nalezen kamenný sanktuář v severní zdi apsidy, zakrytý novodobou omítkou. V 16. a v první polovině 17. století nebyl kostel používán, což dokládá zpráva z roku 1667 o jeho znovuvysvěcení. Výsledkem barokních úprav v 18. století byl mj. do apsidy vestavěný barokní oltář. K dalším, tentokrát klasicistním úpravám, se přikročilo ve století 19. – hlavní vstup do kostela byl přemístěn do západní zdi věže a k věži byly přizděny opěráky.
Okolo kostela byl od 13. století hřbitov, kde se pohřbívalo až do 19. století. V roce 1837 byl o něco dále vybudován nový řepský hřbitov v ulici Žalanského a původní u kostela zrušen. Roku 1968 byly při výstavbě kanalizace odkryty hromadné hroby, pravděpodobně padlých z bitvy na Bílé Hoře.

## Stav a rekonstrukce kostela ve 20. století
Na počátku 20. století se postavilo oplocení, aby se kostel ochránil před hospodářskými zvířaty, která se pohybovala po kolem vedoucí cestě.
Po 2. světové válce byly na věž zavěšeny nové zvony zasvěcené svatému Václavovi a svatému Martinovi, které ulil českobudějovický zvonař Rudolf Perner ze starého zvonařského rodu.
V 70. letech 20. století byl kostel uzavřen, mobiliář odvezen, ale stavba začala rychle chátrat také proto, že byl zrušen a zavezen nedaleký návesní rybník a v místě se změnily hydrogeologické poměry.
Koncem 80. let 20. století se podařilo začít se statickým zajištěním stavby a v roce 1990 proběhl v místě archeologický výzkum, jehož výsledky pomohly při následující rekonstrukci. Začátkem 90. let tak byla obnovena středověká podoba kostela a zachovány důležité historické stavební a výtvarné prvky.

## Interiér kostela
Při vnitřní výzdobě a vybavení kostela bylo použito několik málo zachovaných předmětů, např. varhany, obraz malíře Viléma Kandlera, ale zajímavým způsobem bylo využito i prací moderních umělců, vitrážové okno sklářů Jiřího Černohorského a Viléma Voňky, plastiky Josefa Bláhy a v nově vystavěné sakristii obrazy jeho bratra Vlastimila Bláhy.

## Duchovní správa kostela
Původně byl kostel svatého Martina filiálním kostelem farního kostela svatého Fabiána a Šebestiána v Liboci, jak se lze dočíst v první zaznamenané zprávě o kostele z roku 1368. Podle dochovaných pamětí tomu tak bylo až do 20. století. Od roku 1996 je kostel svatého Martina farním kostelem Římskokatolické farnosti u kostela sv. Martina Praha-Řepy, filiálním kostelem je nedaleký kostel Svaté Rodiny v Domově sv. Karla Boromejského v Řepích. Farnost sídlí v sakristii kostela Svaté Rodiny, adresa farnosti je K šancím 50/6, Praha 17, Řepy, 163 00. Správcem farnosti je od roku 2020 Řehoř J. Žáček OPraem.
Od roku 2002 jsou ve farnosti pro zájemce vydávány Martinoviny, farní občasník, dostupný i digitálně na webových stránkách farnosti. V koronavirové době fungují bohoslužby i ostatní služby v souladu s aktuálními možnostmi.

## Galerie

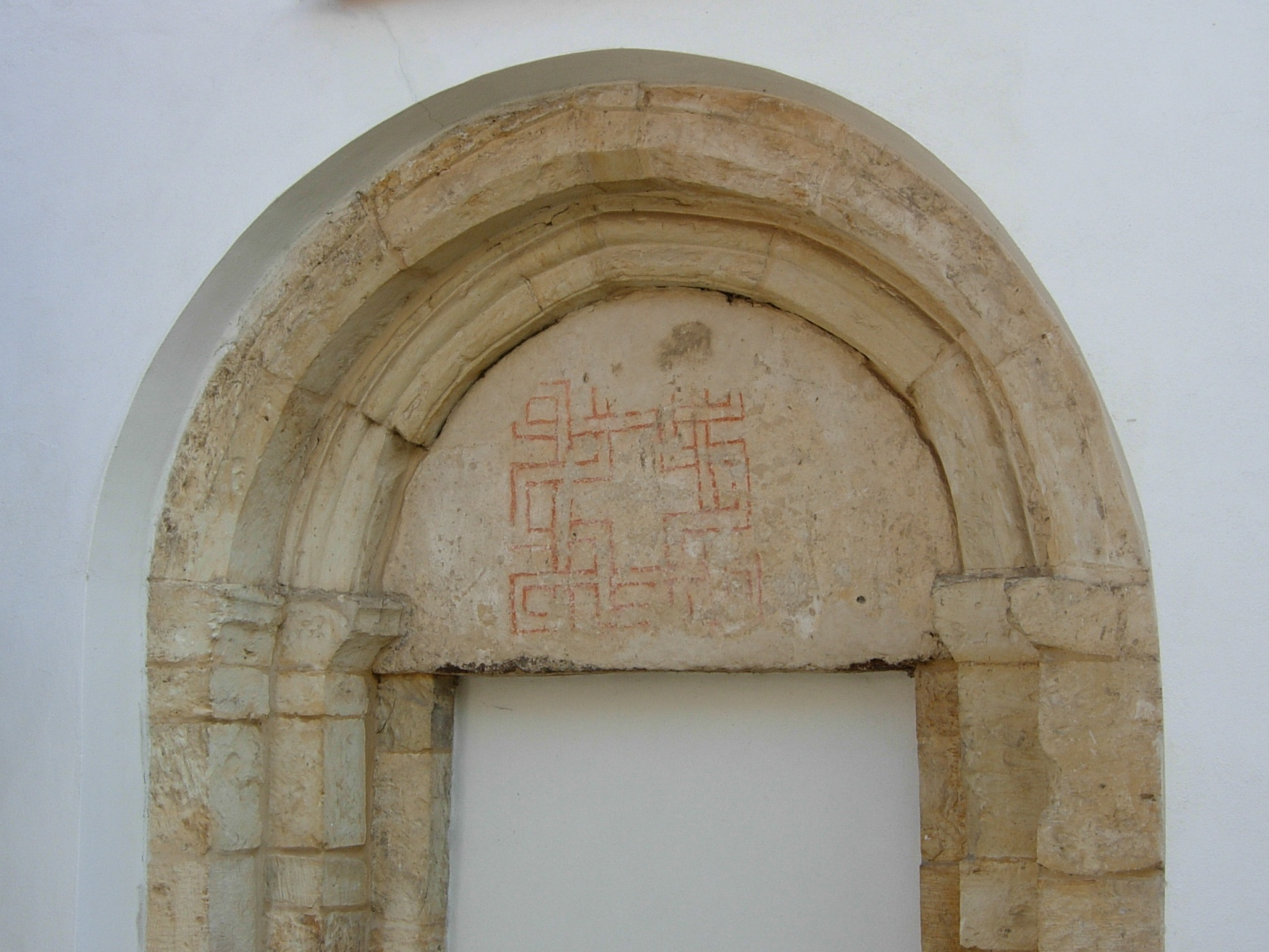
Pozdně románský portál s tympanonem a malovaným křížem
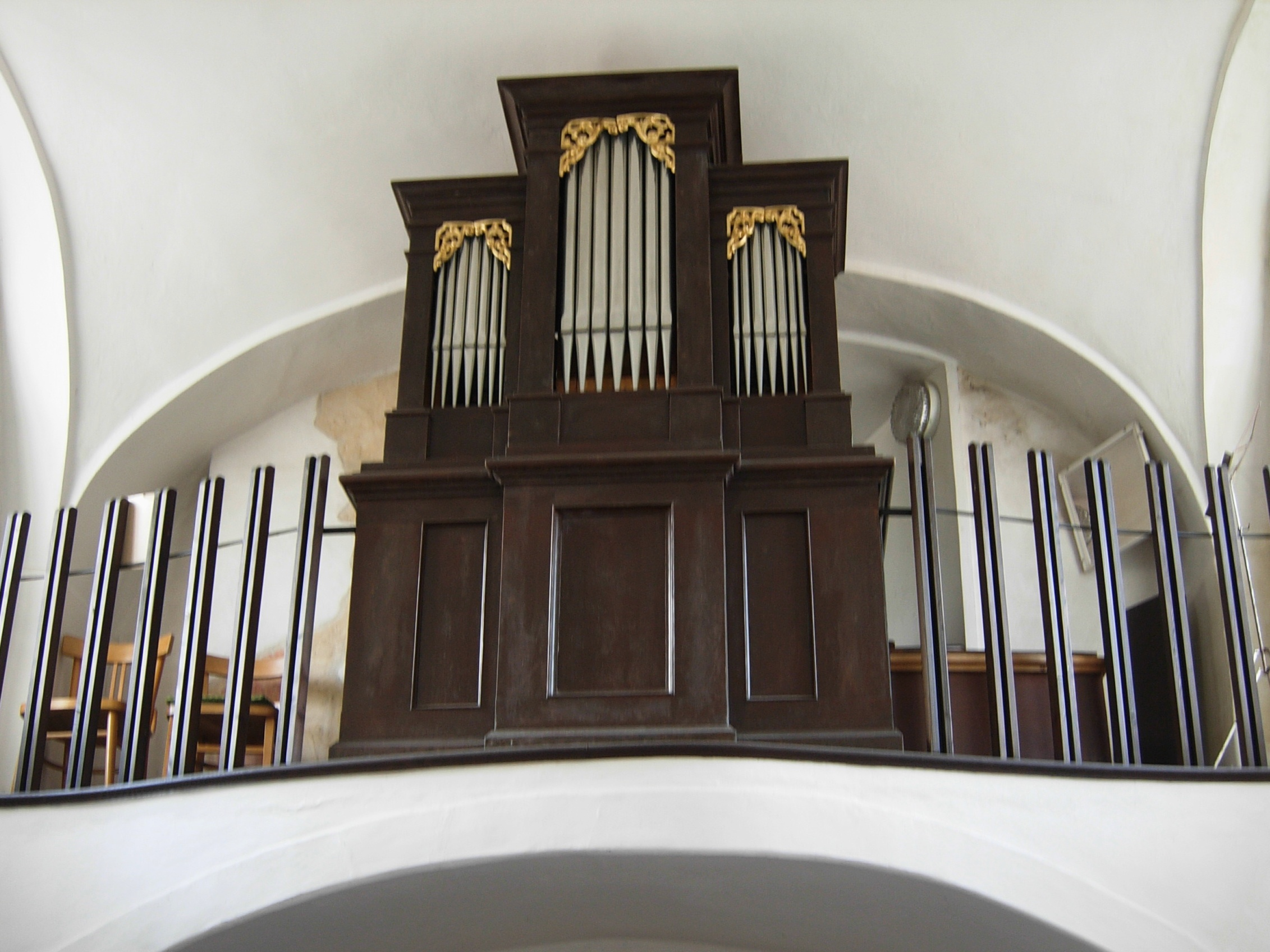
Jednomanuálové varhany z r. 1861
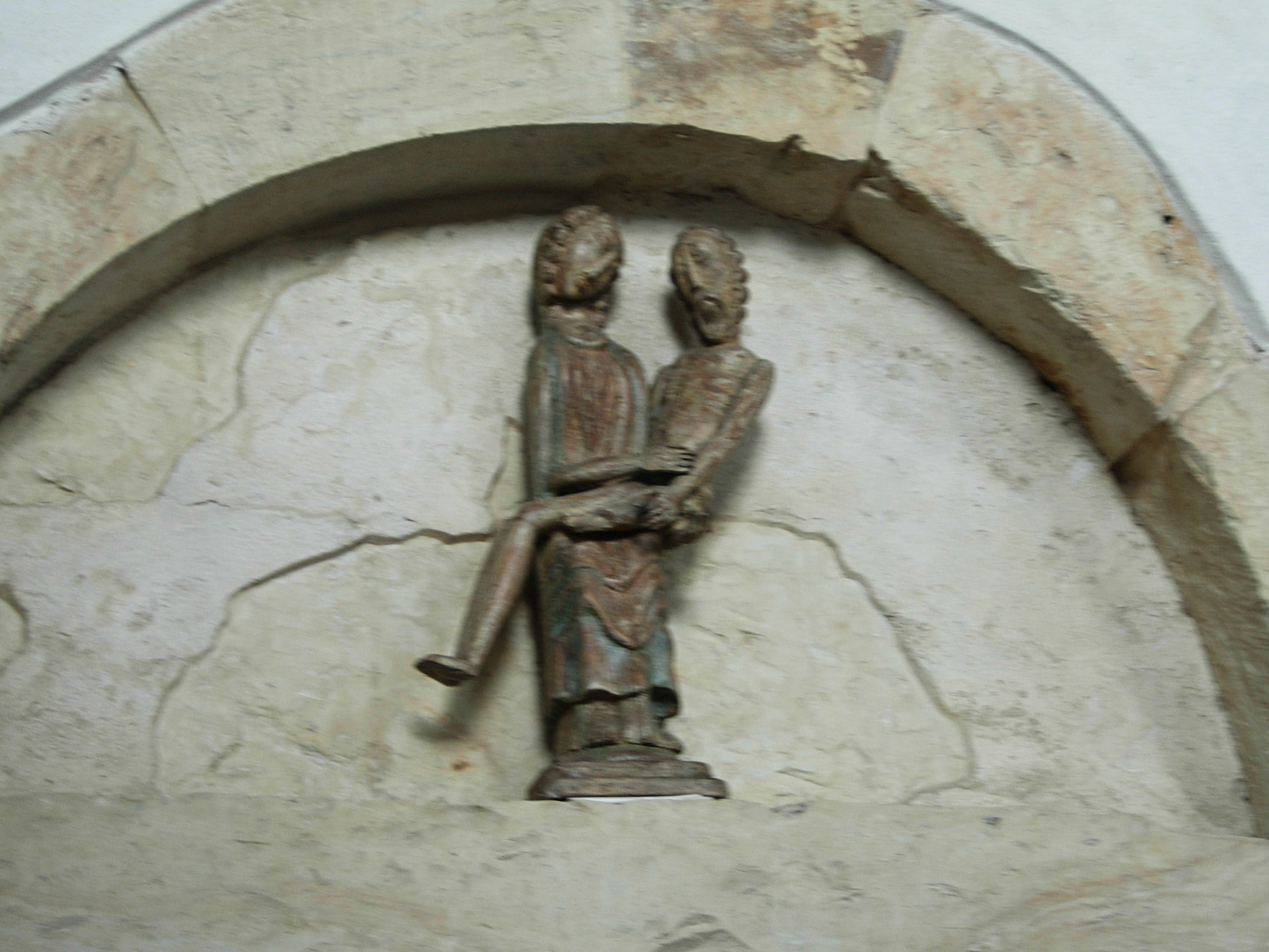
Pieta (autor Josef Bláha)
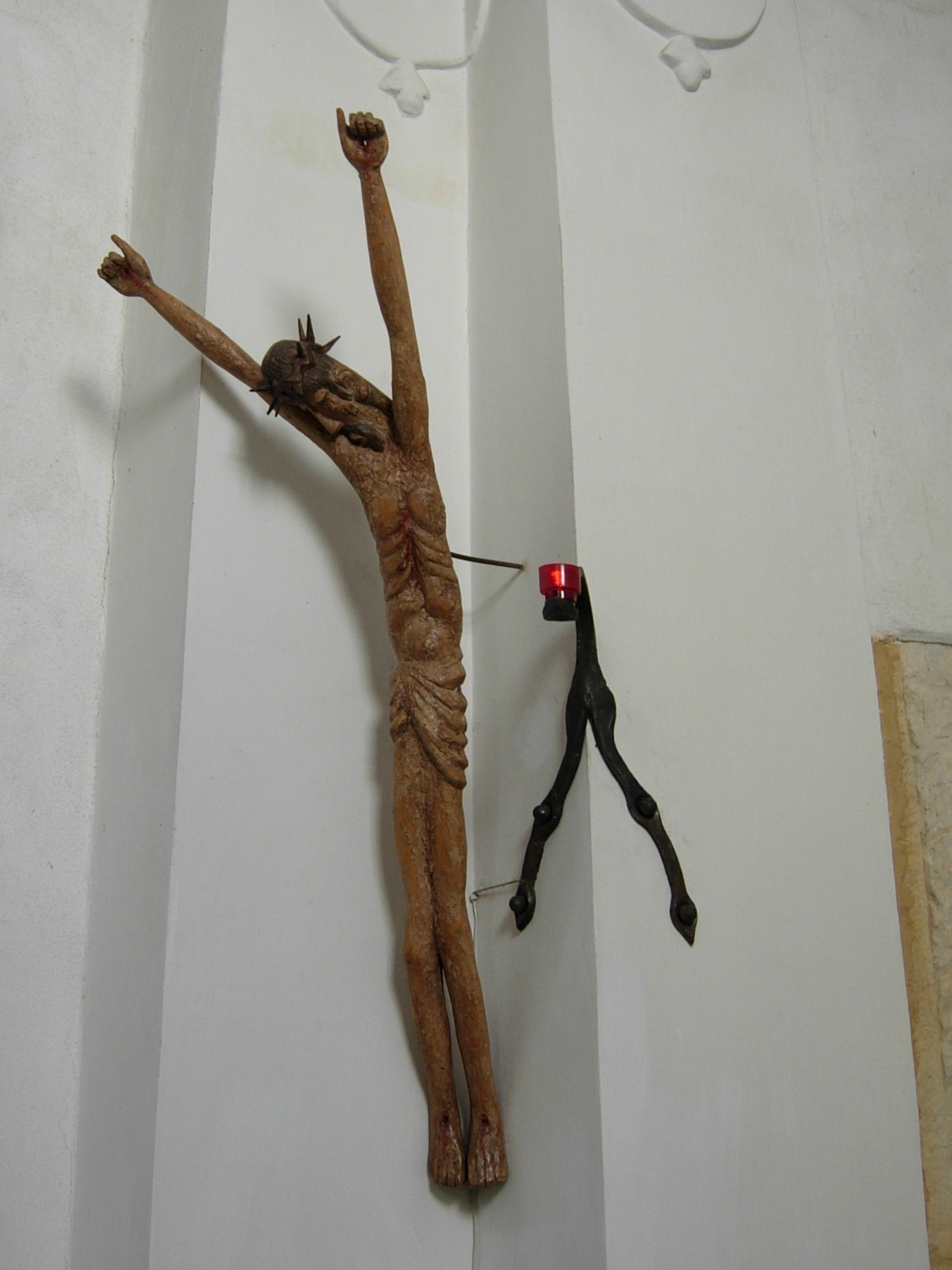
Kristus (autor Josef Bláha)
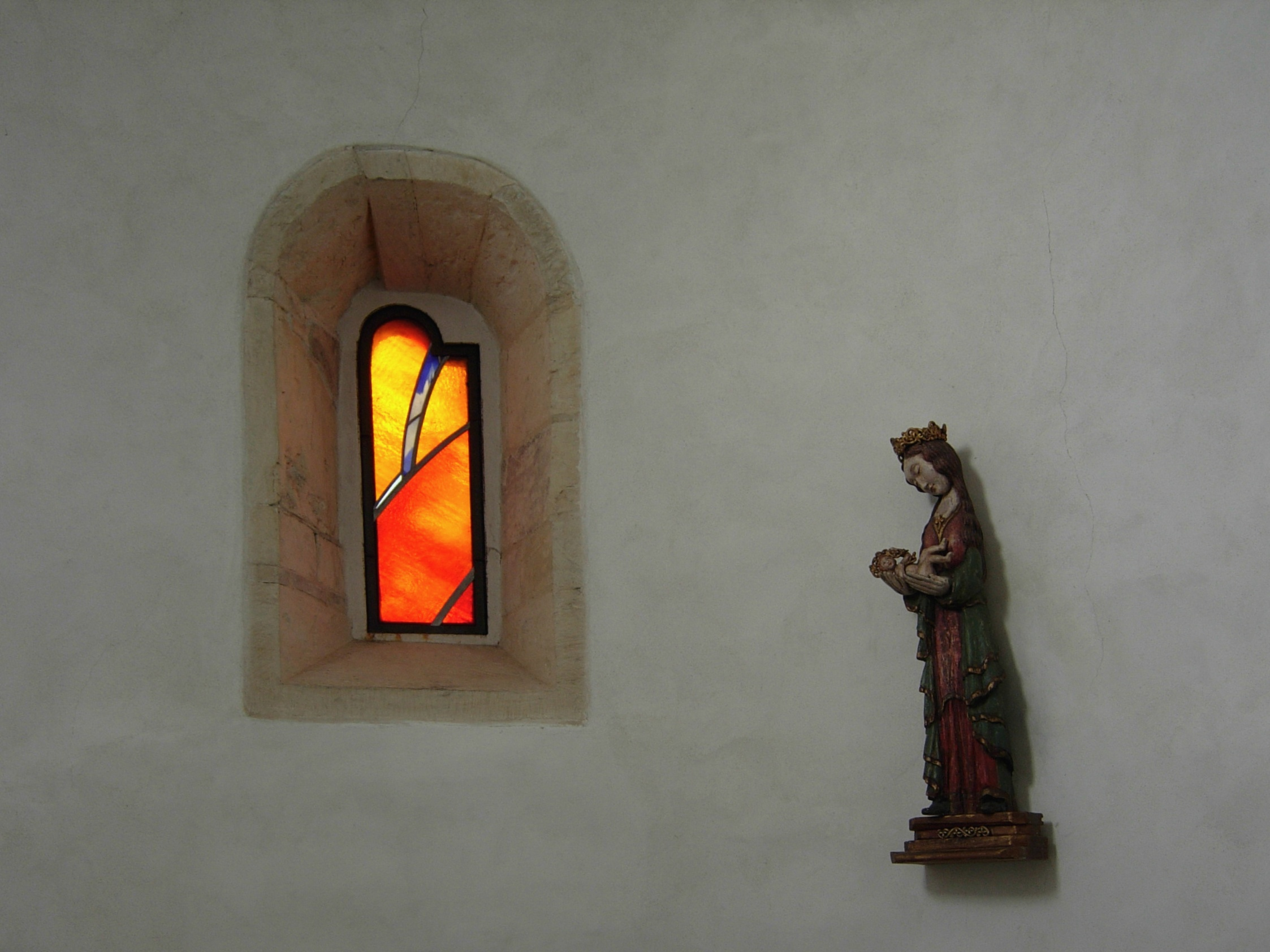
Madona (autor Josef Bláha) a vitrážové okno (sklářů Jiřího Černohorského a Viléma Voňky)